# Stanislav Jandík
Stanislav Jandík (14. května 1902 Praha – 1. srpna 1970 tamtéž) byl český spisovatel, grafik a redaktor.

## Biografie

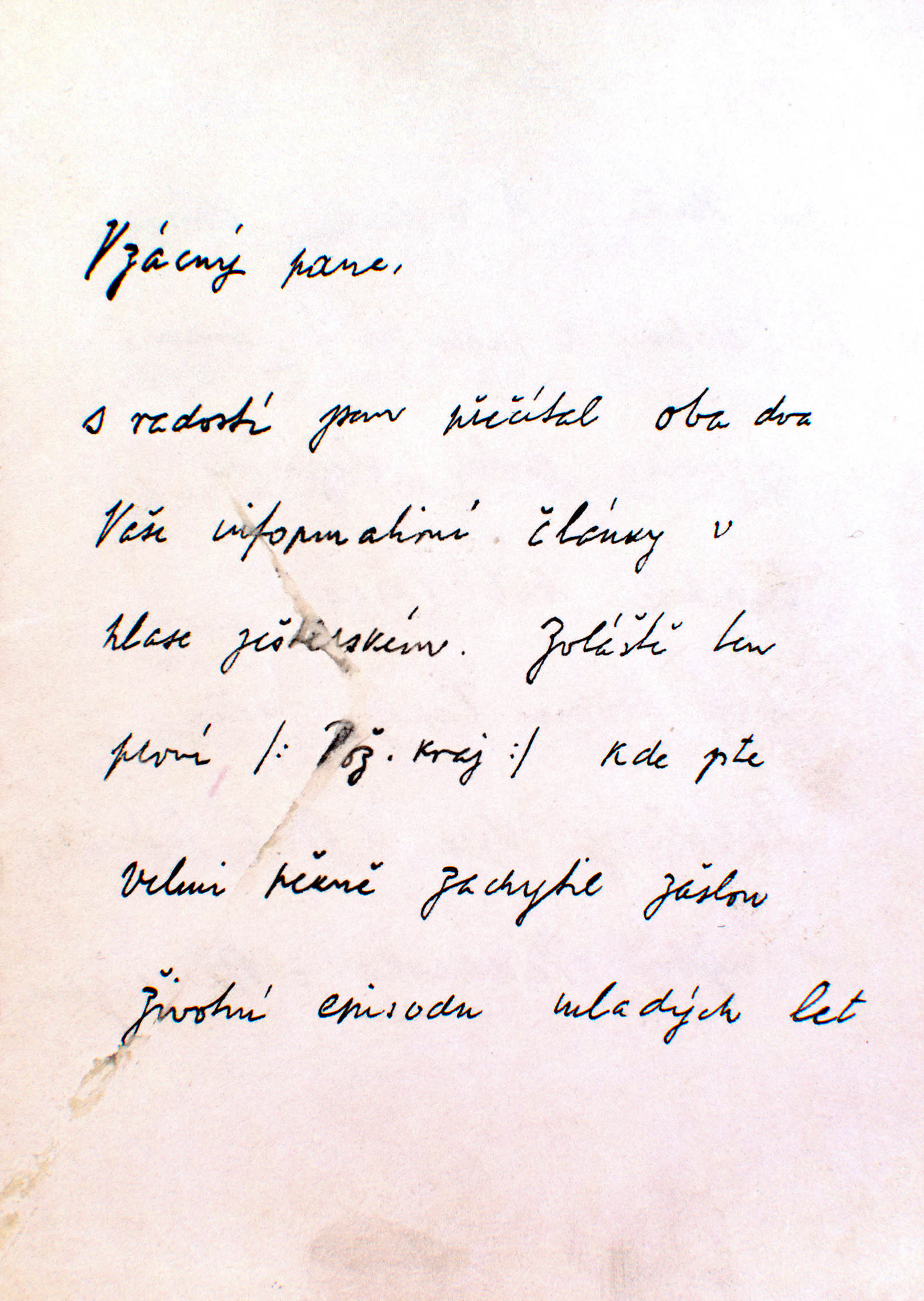
Dopis Petra Bezruče Stanislavu Jandíkovi

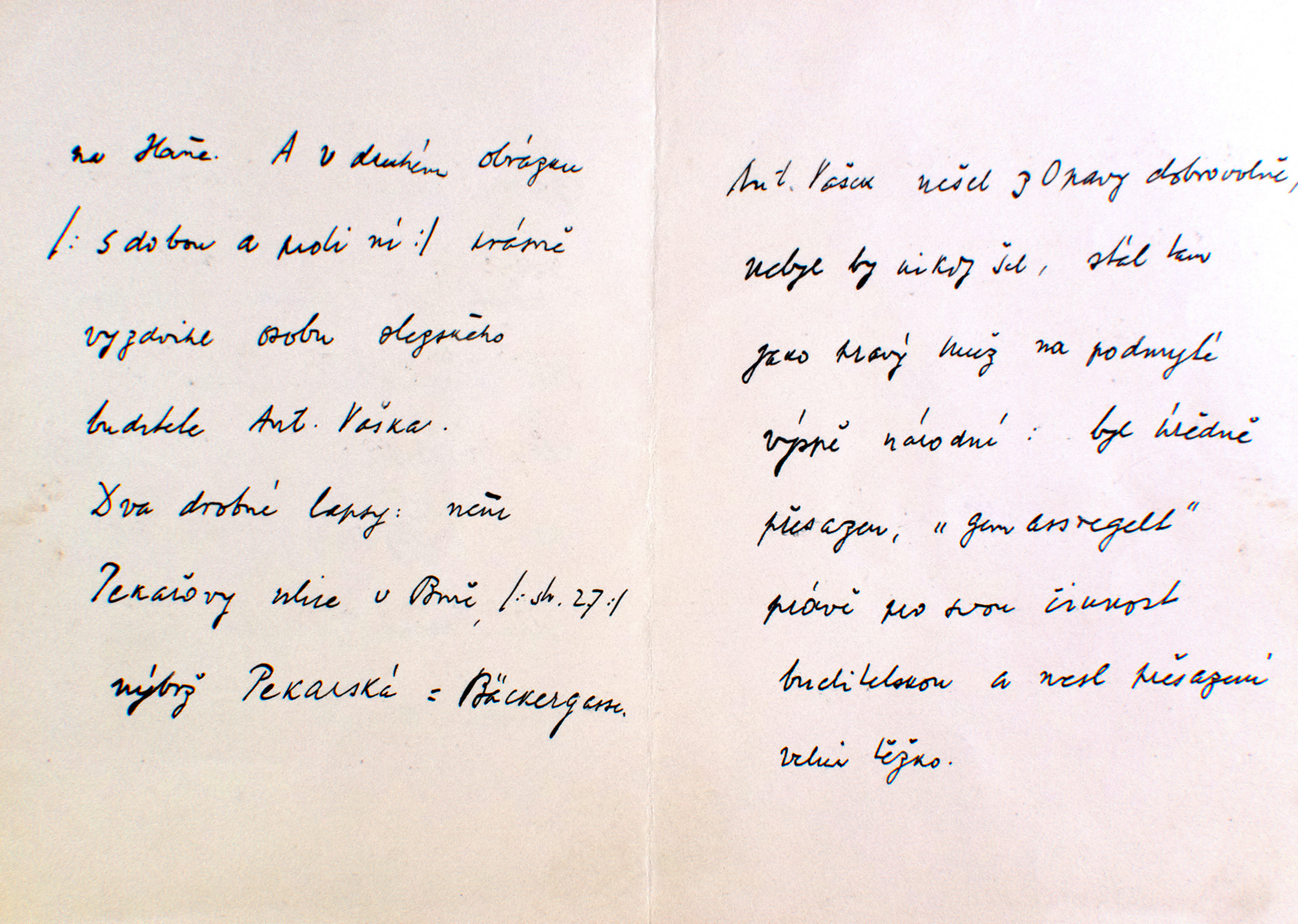
Dopis Petra Bezruče Stanislavu Jandíkovi

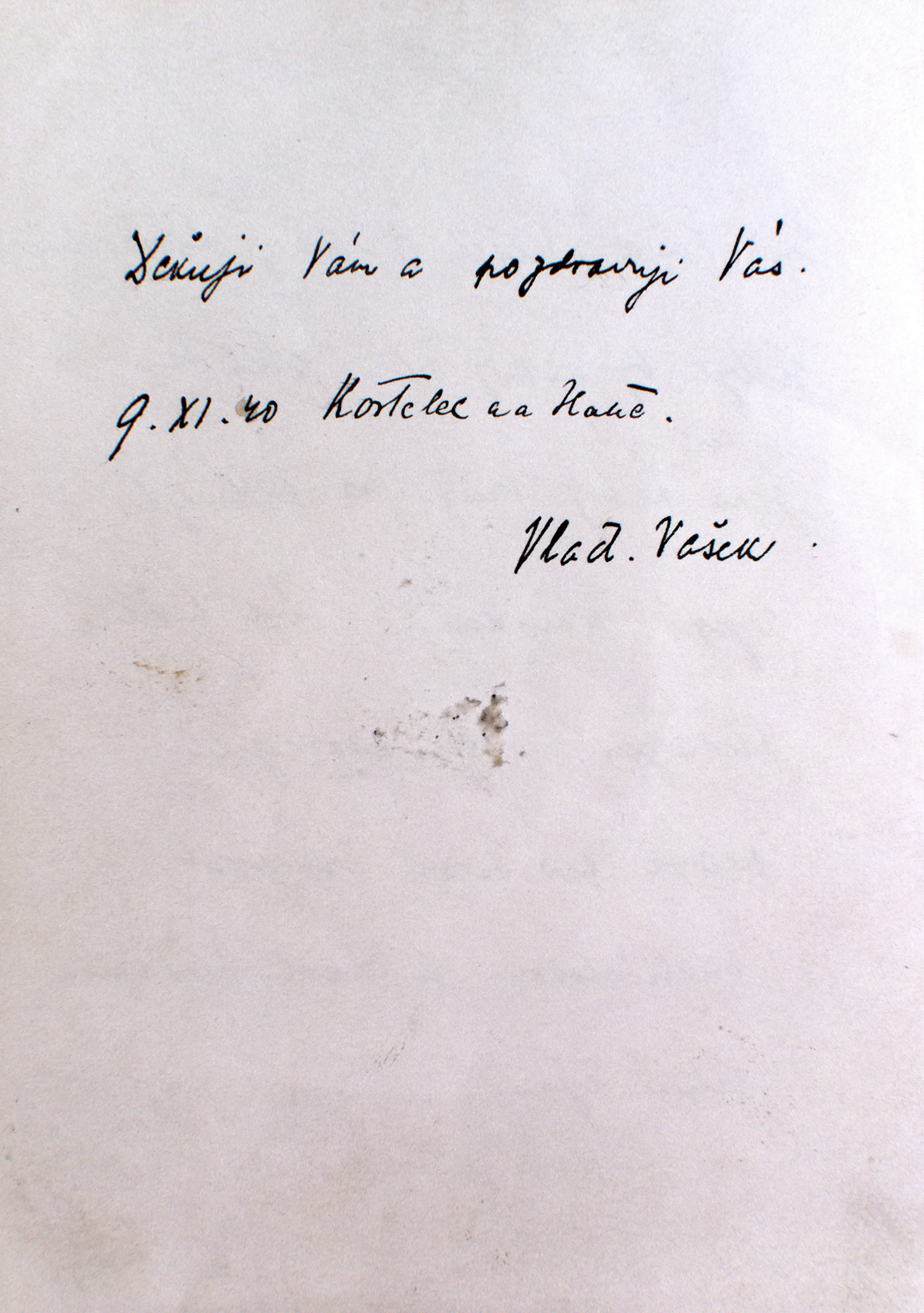
Dopis Petra Bezruče Stanislavu Jandíkovi

Stanislav Jandík se narodil 14. května 1902 v Praze. Jeho otec Stanislav, pekařský dělník, trpěl tuberkulózou, nemohl pracovat v řemesle a živil se nádenickými pracemi. Matka Anna, rozená Lavírová, byla pradlena a posluhovačka. Z pěti bratří čtyři zemřeli ještě v dětství, poslední bratr Karel, kovodělník, zemřel v koncentračním táboře v Osvětimi.
Stanislav Jandík se vyučil v tiskárně grafikem, pracoval v různých tiskárnách. Byl členem dělnické odborové organizace Grafická beseda, která sídlila v Dělnickém domě v Hybernské ulici v Praze.
Poté byl čtyři roky bez zaměstnání, živil se ilustrováním, návrhy na plakáty, zhotovováním rytin a podobně.
Po práci v tiskárně soukromě studoval střední školu – reálku, poté navštěvoval odborné kurzy Umělecko-průmyslové školy v Praze a Školy uměleckých řemesel v Brně.
Pracoval jako redakční malíř v časopisech Ruch a Nový lid. Byl členem brněnské Levé fronty, kterou intelektuálně vedl Dr. Bedřich Václavek. Od roku 1931 byl v redakci časopisu Zlín (velké vydání), kam umisťoval články o SSSR, které mu posílal tajemník KSČ František Píšek.
Roku 1935 nastoupil jako redaktor Lidových novin v Praze a začal zároveň pracovat v nakladatelství Volná myšlenka, kde vydal zejména politickou a kulturně historickou práci Masaryk na Valašsku, o jeho boji za poslanecký mandát v roce 1907, kdy proti němu stála nejtemnější reakce, a knihu Železní tovaryši, obsáhlé kritické dílo o Tomáši Baťovi a jeho organizaci práce.
Po obsazení Čech a Moravy nacisty odešel z novin, aby nemusel sloužit okupantům v tisku, a začal pracovat v nakladatelství Čin v Praze. Tam spolupracoval s Juliem Fučíkem, Dr. Bedřichem Václavkem, Jaroslavem Kratochvílem, prof. dr. Zdeňkem Pírkem a jinými. Rok 1940 byl jedním z jeho nejplodnějších. Vyšly mu hned tři knihy. o T. Baťovi, Petru Augustinu Šlechtovi a Františku Křižíkovi, za jeho dvě statě zařazené do souborného díla Bezručův hlas mu osobním dopisem poděkoval Vladimír Vašek alias Petr Bezruč.
Za druhé světové války se zapojil do nekomunistického protifašistického odboje. Po květnu 1945 byl činný jako spisovatel. Vydal knihy T. G. M. v Lánech a Za nový řád – lidský a socialistický profil Jana Nerudy, jejichž styl vzbudil živou pozornost kvůli „křišťálově čistému stylu“, jak napsalo v recenzi Národní osvobození.
V roce 1949 vydal knihu Čaroděj houslí o světoznámém houslistovi Janu Kubelíkovi, ve které razil nové cesty reportážní beletrie. Na knize pracoval za války a její vydání viselo na vlásku. Kniha byla vytištěna na jaře roku 1949, ale nebyla předána do distribuce, protože vzápětí vyšel Zákon o nové úpravě nakladatelského podnikání. Nakladatelství Za svobodu bylo zrušeno. Kniha byla předložena publikačnímu odboru Ministerstva informací, jenž teprve nyní rozhodl o její distribuci, kterou pak prováděla Kniha lidu, družstvo pro ústřední distribuci knih v Praze.
V roce 1950 vycházel v časopise Květen pod pseudonymem Václav Tůma jeho román Země duní, tento román z prostředí začátků dělnického hnutí byl pak v přepracované podobě v roce 1966 vydán pod názvem Zářící pochodeň.
Zřejmě od roku 1951 byl v invalidním důchodu; dostával 2400 Kčs měsíčně, jak napsal do životopisu v roce 1951. Počátkem roku 1951, po vydání knihy Čaroděj houslí, jej oslovily dcery Jana Kubelíka Anita a Mary kvůli nesouhlasu s některými pasážemi knihy, týkajícími se otázky, kdo byl pokračovatelem díla Jana Kubelíka; žádaly zastavení distribuce knihy a její revizi. K tomu nedošlo. Později se však spřátelili natolik, že v letech 1951 až 1953 dělal Stanislav Jandík Anitě Kubelíkové sekretáře, pomáhal jí bojovat s úřední mašinérií tehdejšího režimu a vyřizoval pro ni věci od nákupu látky na večerní šaty až po získání československého občanství a žádosti o uvolnění peněz z dědictví po otci, nuceně uložených na vázaném vkladu, k zakoupení koncertních houslí, jak o tom svědčí řada archivních dokumentů z pozůstalosti Stanislava Jandíka.
Do roku 1970, kdy zemřel na rakovinu žaludku, si přivydělával externí spoluprací s časopisy Květen a Přátelství a brigádou u horké sazby v tiskárně Pštrossova, kde se před mnoha lety vyučil. Přitom pracoval na rozšířené verzi knihy Čaroděj houslí pod názvem Vavříny i trny. Dokončil ji v roce 1970, jak svědčí dopis nabízející tuto beletristickou reportáž redakci Zemědělských novin do jejich románové přílohy, datovaný 9. června 1970, necelý měsíc před jeho smrtí. Bylo to období tuhé normalizace a není tedy divu, že knihu s takovou tematikou nakladatelství nepřijalo. Vzhledem k emigraci syna Rafaela na Západ nebyl ani Jan Kubelík persona grata a pokud jej režim nemohl vymazat z historie, alespoň nepodporoval rozšiřování publikací o něm.
Dobová kritika hodnotila jeho knihy, z nichž některé se dočkaly až čtrnácti vydání, velmi příznivě. Jandík byl průkopníkem spisovatelské metody umělecké reportáže. Literární vědec doktor Josef Strnadel píše, že "Jandík si počíná, jako by psal román, neporušuje však historickou pravdu, ačkoli fabuluje dosti rozsáhle, ale vždy v mezích materiálu, který sbírá velmi pečlivě, důkladně studuje, a kriticky hodnotí, třídí a vylučuje." O knize T.G. Masaryk v Lánech napsala Lidová demokracie, že je to žhavě citová reportáž. Jandík neulpívá monotónně na stejném stylu ve všech svých knihách, ale volí takový, který odpovídá postavě díla, jejímu povahovému a uměleckému profilu.
V knihách o T.G. Masarykovi, jenž byl svým založením i názorem realista, kreslí jeho postavu věcným, střízlivým a vždy účinným stylem ve velkých rysech; v slovesném znázornění prostředí Franze Kafky uplatní styl s tónem slangu pražské židovské čtvrti; líčí-li mládí prezidenta Edvarda Beneše, vyhmátne podstatné vlivy rodiště a nesetře z vyprávění jeho bratří a sester krajový půvab života a řeči Plzeňska. Jan Kubelík byl romantik, formovaný idylickým charakterem svého rodiště, jako novoromantik se projevil i ve svém skladatelském díle. Z tohoto poznání vychází Jandíkovo pojetí Kubelíkovy biografie.
Stejně si počíná i v jiných svých knihách.

## Přehled zaměstnání
- 1916 – 1922 grafik-rytec v tiskárně Cyrilometodějský tisk, Praha, Pštrossova ulice
- 1922 – 1923 Průmyslová tiskárna Letná
- 1923 Em. Starý, tiskárna
- 1927 – 1931 časopisy Ruch a Nový lid, redakční malíř, Ilustrátor a reportér
- 1931 – 1935 časopis Zlín (Velké vydání)
- 1935 – březen 1939 Lidové noviny, Praha
- 1939 – 1945 redaktor nakladatelství Čin, Praha
- 1945 – 1949 svobodný novinář a spisovatel
- 1949 – 1950 Československý svět.

## Dílo
- Edvard Beneš ve vzpomínkách svých sourozenců. (Stanislav Jandík; ilustrace Otakar Mrkvička) Praha: Volná myšlenka, 1936
- Masaryk na Valašsku: jeho boj o poslanecký mandát. (reportáž) Praha: Volná myšlenka, 1936
- Pan president a lidé v Lánech: obrázky ze života presidenta Osvoboditele. Praha, Volná myšlenka, 1937
- Železní tovaryši: sociologická reportáž o zrození nového věku. (ilustrace Sláva Renn) Praha: Volná myšlenka, 1938
- Tomáš Baťa - Železní tovaryši. 2. vydání. Zlín: Nadace Tomáše Bati, 2021
- Tomáš Baťa : stručný román jeho života. Praha: L. J. Peroutka, 1940
- Petr Augustin Šlechta a syn, kus historie českého plátenictví. Praha: L. J. Peroutka, 1940
- František Křižík. Praha: L. J. Peroutka, 1940
- Bezručův hlas, Památník pěvce Slezských písní, pod redakčním vedením hlavního redaktora D. M. Pavlíčka svými statěmi přispěli: Vojtěch Martínek, Stanislav Jandík, Fran Směja, Zdeněk Bár, Jan Čarek, František Halas, Josef Hora, Janko Jesenský, František Nechvátal, Jan Noha, Zdeněk Vavřík, Jaroslav Vyplel, L. N. Zvěřina, Milan Rusinský, Břetislav Pračka, Bedřich Václavek, D. M. Pavlíček, Fedor Soldan, F. V. Mokrý, Josef Plavec, Oton Berkopec, Marie Glabazňová, A. C. Nor, František Pražák, O. M. Štěpánek, Jaroslav Šíma, Karel Polák, Kiril Christov, Ondra Foltýn, Jaroslav Kratochvíl, Praha: Čin, 1940
- Dvanáct poutí světem: Vyprávění o českých osudech v širém světě. (Jan Drda, Jaroslav Havlíček, Stanislav Jandík, Jaromír John, Josef Kopta, František Kubka, Jiří Mařánek, Zdeněk Němeček, Karel Nový, Jan Týml, Antonín Jaroslav Urban, Edvard Valenta, Jan Weiss; ilustrace Ctibor Štolovský) Praha: Čin, tiskové a nakladatelské družstvo, 1941
- Za nový řád: Lidský a socialistický profil Jana Nerudy. Praha: L. J. Peroutka, 1945
- T. G. M. v Lánech. Praha: Za svobodu, 1946, další vydání 1947, 1948
- Čaroděj houslí: Vyprávění o Janu Kubelíkovi, který proslavil české jméno po celém světě. Praha: Za svobodu, 1949
- Země duní. (román na pokračování pod pseudonymem Václav Tůma) 1950
- Zářící pochodeň. Plzeň: Západočeské nakladatelství, 1966